# Championnat du monde de Supersport 2001
Le Championnat du monde de Supersport 2001 est la 3e édition du Championnat du monde de Supersport.

La saison a débuté le 11 mars et s'est terminée le 30 septembre après 11 manches.
Andrew Pitt a remporté le titre pilote et Yamaha le titre constructeur.

## Système de points
| Position | 1  | 2  | 3  | 4  | 5  | 6  | 7 | 8 | 9 | 10 | 11 | 12 | 13 | 14 | 15 |
| Points   | 25 | 20 | 16 | 13 | 11 | 10 | 9 | 8 | 7 | 6  | 5  | 4  | 3  | 2  | 1  |

## Calendrier
| Nb | Date         | Pays        | Circuit              | Vainqueur     |
| -- | ------------ | ----------- | -------------------- | ------------- |
| 1  | 11 mars      | ESP         | Valencia             | Pere Riba     |
| 2  | 22 avril     | AUS         | Phillip Island       | Kevin Curtain |
| 3  | 29 avril     | JPN         | Sugo                 | Paolo Casoli  |
| 4  | 13 mai       | ITA         | Monza                | Jamie Whitham |
| 5  | 27 mai       | GBR         | Donington Park       | Paolo Casoli  |
| 6  | 10 juin      | GER         | EuroSpeedway Lausitz | Kevin Curtain |
| 7  | 24 juin      | Saint-Marin | Misano Adriatico     | Jörg Teuchert |
| 8  | 29 juillet   | Europe      | Brands Hatch         | Jörg Teuchert |
| 9  | 2 septembre  | GER         | Oschersleben         | Paolo Casoli  |
| 10 | 9 septembre  | NED         | Assen                | Paolo Casoli  |
| 11 | 30 septembre | ITA         | Imola                | Fabien Foret  |

## Classements

### Pilotes
| Pos | Pilote               | Constructeur    | Équipes                        | Pts |
| --- | -------------------- | --------------- | ------------------------------ | --- |
| 1   | Andrew Pitt          | Kawasaki ZX-6R  | Fuchs Kawasaki                 | 149 |
| 2   | Paolo Casoli         | Yamaha YZF-R6   | Yamaha Belgarda                | 147 |
| 3   | Jörg Teuchert        | Yamaha YZF-R6   | Wilbers Suspension             | 135 |
| 4   | Jamie Whitham        | Yamaha YZF-R6   | Yamaha Belgarda                | 106 |
| 5   | Kevin Curtain        | Honda CBR600    | BKM Honda                      | 102 |
| 6   | Pere Riba            | Honda CBR600    | Ten Kate Honda                 | 94  |
| 7   | Karl Muggeridge      | Suzuki GSX-R600 | Suzuki Alstare Corona          | 92  |
| 8   | Fabien Foret         | Honda CBR600    | Ten Kate Honda                 | 90  |
| 9   | Iain MacPherson      | Kawasaki ZX-6R  | Fuchs Kawasaki                 | 67  |
|     | Fabrizio Pirovano    | Suzuki GSX-R600 | DMR Suzuki Italia              | 67  |
| 11  | Piergiorgio Bontempi | Yamaha YZF-R6   | Team Italia Lorenzini          | 58  |
|     | Katsuaki Fujiwara    | Suzuki GSX-R600 | Suzuki Alstare Corona          | 58  |
| 13  | Christophe Cogan     | Yamaha YZF-R6   | Saveko Dee Cee Jeans           | 54  |
| 14  | Christian Kellner    | Yamaha YZF-R6   | Wilbers Suspension             | 51  |
| 15  | Adam Fergusson       | Honda CBR600    | Alpha Technik Castrol          | 49  |
| 16  | Vittoriano Guareschi | Ducati 748      | Dienza Ducati Racing           | 43  |
| 17  | Chris Vermeulen      | Honda CBR600    | Castrol Honda                  | 27  |
| 18  | Vittorio Iannuzzo    | Suzuki GSX-R600 | DMR Suzuki Italia              | 20  |
| 19  | Werner Daemen        | Yamaha YZF-R6   | Yamaha Belgium                 | 19  |
| 20  | Cristiano Migliorati | Honda CBR600    | BKM Honda                      | 18  |
| 21  | Karl Harris          | Suzuki GSX-R600 | Crescent Suzuki                | 17  |
| 22  | Dean Thomas          | Ducati 748      | Dienza Ducati Racing           | 15  |
| 23  | Christer Lindholm    | Yamaha YZF-R6   | Yamaha Belgium                 | 12  |
| 24  | Alessio Corradi      | Yamaha YZF-R6   | Italia Alpha Centauri          | 9   |
| 25  | Ivan Goi             | Honda CBR600    | BKM Racing                     | 7   |
|     | Jan Hansson          | Yamaha YZF-R6   | Saveko Dee Cee Jeans           | 7   |
| 27  | Markus Barth         | Honda CBR600    | Alpha Technik Castrol          | 5   |
|     | Nello Russo          | Yamaha YZF-R6   | Parimotor                      | 5   |
| 29  | Robbie Baird         | Yamaha YZF-R6   | RadarsTeam Yamaha              | 4   |
| 30  | Jürgen Oelschläger   | Suzuki GSX-R600 | Steinhausen Racing             | 3   |
|     | Michael Schulten     | Yamaha YZF-R6   | Yamaha Laaks Racing            | 3   |
| 32  | Sébastien Le Grelle  | Honda CBR600    | Moto 1 Honda Elf Dho           | 2   |
|     | Camillo Mariottini   | Ducati 748      | Ducati NCR                     | 2   |
| 34  | Stefano Cruciani     | Yamaha YZF-R6   | Team Italia Lorenzini by Leoni | 1   |
| 35  | Robert Frost         | Yamaha YZF-R6   | Saveko Dee Cee Jeans           | 1   |
| 36  | Scott Smart          | Suzuki GSX-R600 | Scott Smart Racing             | 1   |

### Constructeurs
| Pos | Constructeur | Pts |
| --- | ------------ | --- |
| 1   | Yamaha       | 219 |
| 2   | Honda        | 184 |
| 3   | Kawasaki     | 161 |
| 4   | Suzuki       | 127 |
| 5   | Ducati       | 50  |